# Болдер, Тревор
Тревор Болдер (англ. Trevor Bolder; 9 июня 1950, Кингстон-апон-Халл — 21 мая 2013, Коттингэм) — британский рок-музыкант (бас-гитарист), автор песен и музыкальный продюсер. Болдер наиболее известен по многолетнему сотрудничеству с группой Uriah Heep и как участник The Spiders from Mars, но он также играл с другими музыкантами с начала 1970-х годов.

## Биография
Тревор Болдер родился в Восточном райдинге Йоркшира, Англия. Его отец играл на трубе, другие члены семьи также были музыкантами. Тревор играл на корнете в школьном оркестре, а с середины 1960-х годов начал выступать на местных R&B сценах в середине 1960-х гг. Вдохновленный The Beatles, в 1964 году он создал свою первую группу со своим братом и стал в ней бас-гитаристом.
Тревор впервые получил известность в The Rats, где также пребывал некоторое время коллега Болдера — Мик Ронсон на соло-гитаре. В 1971 году Болдера позвали на замену Тони Висконти в бэк-группе Дэвида Боуи, которая вскоре будет известна как The Spiders from Mars. Болдер появился в документальном и концертном фильме Донна Алана Пеннебейкера 1973 года «Зигги Стардаст и пауки с Марса». Тревор «никогда не выглядел комфортно в глэм-рок одежде, он был как глэм-рок манекен, ковыляющий за Зигги Стардастом в ботинках на платформе и в радужном костюме из латекса и блесток».
Игру на басу (и иногда на трубе) Болдера можно услышать в записи студийных альбомов Hunky Dory (1971), The Rise and Fall of Ziggy Stardust and the Spiders from Mars (1972), Aladdin Sane (1973) и Pin Ups (1973). Тревор продолжил играть в альбоме Мика Ронсона 1974 года Slaughter on 10th Avenue, который вошел в первую десятку британских чартов.
В 1976 году Болдер присоединился к Uriah Heep, заменив Джона Уэттона. Он работал над альбомами Firefly, Innocent Victim, Fallen Angel и Conquest, когда состав, записавший последний альбом распался, Тревор остался один с Миком Боксом, гитаристом, основателем и законным владельцем названия группы. На тот момент попытка собрать новый состав не принесла успеха и Болдер, которому нужно было зарабатывать на жизнь, принял предложение в 1981 году присоединиться к Wishbone Ash. Тревор, по случайному совпадению, снова поменялся местами с Джоном Уэттоном, став басистом Wishbone Ash для их альбома Twin Barrels Burning 1982 года. Это был ещё один недолгий союз, так как к 1983 году Тревор вернулся в Uriah Heep, играя в Head First tour и всех альбомах с тех пор.
Помимо своей обычной игры на бас-гитаре и бэк-вокала, Болдер также продюсировал альбом Uriah Heep 1991 года Different World.
В 2012 году и в начале 2013 года Болдер работал с Stevie ZeSuicide (бывшим участником U.K. Subs) в качестве продюсера синглов «Wild Trash» (соавтор с ZeSuicide), «Lady Rocker» и кавер-версии «Ziggy Stardust». Тревор Болдер также играл на этих треках.
Болдер умер в мае 2013 года в больнице Касл-Хилл в Коттингеме от рака поджелудочной железы, перенеся безуспешную операцию ранее в том же году.

## Дискография
С Дэвидом Боуи
- Hunky Dory (1971)
- The Rise and Fall of Ziggy Stardust and the Spiders from Mars (1972)
- Aladdin Sane (1973)
- Pin Ups (1973)
- Ziggy Stardust: The Motion Picture (записан 1973, выпущен 1983)
- Santa Monica '72 (записан в 1972, выпущен в 1994)

С Cybernauts
- Cybernauts Live

С Dana Gillespie
- Weren’t Born a Man

С Кеном Хенсли
- Free Spirit
- From Time to Time

С Миком Ронсоном
- Slaughter on 10th Avenue (1974)
- Play Don't Worry (1975)
- Main Man
- Memorial Concert

С The Spiders from Mars
- Spiders From Mars (1976)

С Uriah Heep
- Firefly (1977)
- Innocent Victim (1977)
- Fallen Angel (1978)
- Conquest (1980)
- Equator (1985)
- Live in Europe 1979
- Live in Moscow
- Raging Silence (1989)
- Different World (1991)
- Sea of Light (1995)
- Spellbinder
- Sonic Origami (1998)
- Future Echoes Of The Past
- Acoustically Driven
- Electrically Driven
- The Magician's Birthday Party
- Live in the USA (2003)
- Magic Night (2004)
- Wake the Sleeper (2008)
- Celebration (2009)
- Into the Wild (2011)

С Wishbone Ash
- Twin Barrels Burning (1982)